# Paratriaenops furculus
Paratriaenops furculus är en fladdermusart som beskrevs av Édouard Louis Trouessart 1906. Paratriaenops furculus ingår i släktet Paratriaenops och familjen rundbladnäsor. IUCN kategoriserar arten globalt som livskraftig. Inga underarter finns listade i Catalogue of Life. Fram till 2009 ingick arten i släktet Triaenops.
Arten blir med svans 61 till 72 mm lång och svanslängden är 20 till 25 mm. Paratriaenops furculus har 43 till 47 mm långa underarmar, 15 till 19 mm långa öron, 8 till 9 mm långa bakfötter, en vingspann av 268 till 281 mm och en vikt av 5 till 9,5 g. Ovansidan är täckt av gråbrun päls och undersidans päls är ljusgrå. Påfallande är översta delen av hudflikarna på nosen som liknar en treudd i utseende.
Denna fladdermus förekommer på östra Madagaskar. Den hittades även på mindre öar som tillhör Seychellerna. Arten lever i låglandet och i kulliga områden upp till 200 meter över havet. Habitatet utgörs av torra skogar med lövfällande träd och av områden med taggiga växter. Individerna vilar i grottor eller under överhängande klippor.
Paratriaenops furculus jagar med hjälp av ekolokalisering.